# Hyllus insularis
Hyllus insularis är en spindelart som beskrevs av Metzner 1999. Hyllus insularis ingår i släktet Hyllus och familjen hoppspindlar. Inga underarter finns listade i Catalogue of Life.